# Beit Trójmiasto
Beit Trójmiasto – postępowa gmina żydowska, funkcjonująca w ramach Beit Polska − Związku Postępowych Gmin Żydowskich w RP, który jest członkiem Europejskiej Unii dla Judaizmu Postępowego i Światowej Unii dla Judaizmu Postępowego. Gmina ma siedzibę w Gdańsku, a swoim zasięgiem obejmuje Trójmiasto.

## Historia
Na przełomie 2011/2012 roku niewielka część żydowskiej społeczności Trójmiasta zaczęła gromadzić się w celu utworzenia postępowej gminy wyznaniowej, wzorując się na Beit Warszawa. W drugiej połowie 2012 roku powołano do życia nieoficjalne stowarzyszenie Beit Gdańsk, do którego przyłączyły się kolejne osoby (w tym ludzie, którzy przeszli postępową konwersję na judaizm). W tym okresie, z powodu braku siedziby, nabożeństwa szabatowe i świąteczne, a także inne spotkania członków stowarzyszenia, odbywały się w domu prywatnym.
W 2013 stowarzyszenie zmieniło nazwę na Beit Trójmiasto, a w styczniu 2014 zostało oficjalnie zarejestrowane jako związek wyznaniowy przez Ministerstwo Administracji i Cyfryzacji. Nabożeństwa odbywają się regularnie i są prowadzone przez świeckich kantorów. Gmina nie posiada swojego rabina, jednak z powodu różnych okoliczności, jest odwiedzana przez rabinów innych gmin postępowych, m.in. Gila Nativa z Beit Warszawa.